# Santuario de Nuestra Señora Madre de Dios
El Santuario de Nuestra Señora Madre de Dios (en portugués: Santuário de Nossa Senhora Madre de Deus) es una iglesia católica localizada en el tope del morro de la Piedra Redonda, vía Santuario, próxima a la "Estrada dos Alpes", en Porto Alegre, Brasil. El proyecto para el edificio data de 1987, pero su construcción se atrasó debido a preocupaciones de orden ambiental, y su piedra fundamental solo pudo ser colocada el 16 de agosto de 1992, siendo consagrada por el arzobispo de Colonia, el Cardenal Joachim Meisner. Fue concluido en junio de 2000, integrándose a las conmemoraciones del Tercer Milenio.